# Ponciano da África
Ponciano (em latim: Pontianus Africae) foi um bispo de uma diocese desconhecida na África no século VI e participou da chamada controvérsia dos Três Capítulos, durante a qual se pretendia anatemizar Teodoro de Mopsuéstia e suas obras, algumas obras específicas de Teodoreto e a carta de Ibas de Edessa para Máris de Calcedônia (obras que, juntas, formam os "três capítulos").

## Vida e obras
Ponciano escreveu uma carta crítica ao imperador Justiniano em 544-45 respondendo a um pedido para que assinasse um édito de condenação (aos "capítulos"). Nela, ele pede a Justiniano que desista de condenar Teodoro de Mopsuéstia e os monotelitas envolvidos na questão. Esta carta ainda existe e foi publicada por Migne na Patrologia Latina (lxvii.996-7). Ele argumenta que não conhecia os textos condenados  e que os autores, já mortos, não deviam ser condenados pelos vivos, uma prerrogativa de Deus (ignorando os precedentes já existentes de condenações póstumas). Finalmente, Ponciano argumenta que o resultado do Concílio de Calcedônia de 451, que condenou o eutiquianismo, não deve ser enfraquecido.